# Vought XSB3U
Vought XSB3U – amerykański dwupłatowy samolot rozpoznawczo-bombowy zaprojektowany w zakładach Chance Vought dla United States Navy w latach 30. XX wieku. Samolot został zaprojektowany jako alternatywa dla powstałego w tym samym czasie jednopłatu Vought SB2U Vindicator, jego osiągi nie były zadowalające i poprzestano na zbudowaniu jednego prototypu.

## Historia
W marcu 1934 Bureau of Aeronautics (BuAer, dyrektorat USN ds. lotnictwa morskiego) rozpisało szereg konkursów na nowe samoloty, między innymi na samolot rozpoznawczo-bombowy (scout bomber), torpedowo-bombowy (torpedo bomber) i wodnosamolot torpedowy. Do konkursów stanęło osiem firm. Zaprojektowano łącznie dziesięć samolotów, pięć jedno- i pięć dwupłatowców: Brewster SBA, Curtiss SBC, Douglas XTBD, Great Lakes XB2G, Great Lakes XTBG, Grumman XSBF, Hall XPTBH, Northrop BT (późniejszy SBD Dauntless), Vought SB2U i Vought XSB3U.
W ówczesnym czasie kierownictwo BuAer nie było jeszcze całkowicie przekonane do pełnego przezbrojenia lotniskowców USN na samoloty jednopłatowe. Wraz z nowoczesnym jednopłatem XSB2U-1 zamówiono także dwupłatowy XSB3U jako bardziej konwencjonalna i sprawdzona alternatywa. XSB3U powstał w wyniku przebudowy ostatniego seryjnie zbudowanego egzemplarza wcześniejszego samolotu SBU Corsair. XSB3U miał prawie niezmienioną konstrukcję kadłuba i skrzydeł oraz ten sam silnik. Dokonano jedynie niewielkich zmian polepszających aerodynamikę samolotu i zmieniono owiewkę silnika, samolot został także wyposażony we wciągane podwozie.

## Konstrukcja
Vought XSB3U był dwupłatowym, jednosilnikowym samolotem rozpoznawczo-bombowym o klasycznej konstrukcji. Załogę samolotu stanowiły dwie osoby (pilot i obserwator) siedzące w zamkniętej kabinie w układzie tandem. Samolot miał podwozie w układzie klasycznym z kołem ogonowym, podwozie główne było chowane w locie.
Napęd samolotu stanowił silnik gwiazdowy typu Pratt & Whitney R-1535 o mocy 750 KM z dwupłatowym śmigłem typu Hamilton Standard o zmiennym skoku.
Uzbrojenie samolotu stanowił pojedynczy, nieruchomy karabin maszynowy 12,7 mm umieszczony w owiewce silnika i pojedynczy, ruchomy karabin maszynowy 7,62 mm w tylnej kabinie obserwatora, oprócz tego XSB3U mógł przenosić pod kadłubem do 500 funtów (230 kg) bomb.

## Historia
Jedyny prototyp XSB3U (numer seryjny 9834) został dostarczony do bazy USN Naval Air Station Anacostia w kwietniu 1936 razem z jego głównym rywalem, jednopłatowym XSB2U-1. Testy porównawcze obydwu samolotów wykazały całkowitą wyższość konstrukcji jednopłatowej. Obydwa samoloty były napędzane silnikami o tej samej mocy, i pomimo że XSB2U-1 miał większe rozmiary i był o 500 funtów cięższy od XSB3U, był przy tym o 24 km/h szybszy od dwupłata, miał dwukrotnie większy udźwig bomb, podobny zasięg i taką samą prędkość minimalną wynoszącą 106 km/h. Pomimo kiepskich osiągów samolotu bardzo pozytywnie oceniono jego mechanizm chowania podwozia, który był wyraźnie lepszy niż rozwiązania używane w większości ówczesnych samolotów.
Po zakończeniu oblatywania i testów samolot został zatrzymany przez USN, gdzie służył do celów doświadczalnych do 1938. W sierpniu 1939 samolot został wypożyczony dla National Advisory Committee for Aeronautics, gdzie posłużył do eksperymentów związanych z badaniem obciążenia powierzchni ogonowych, które były przeprowadzane w bazie Langley Field. Testy samolotu trwały do stycznia 1939, po czym został on zwrócony USN, gdzie został złomowany.